# امید می‌روید (فیلم ۲۰۱۲)
امید می‌روید (به انگلیسی: Hope Springs) نام فیلم درامِ کمدی-رمانتیکی به کارگردانی دیوید فرانکل، محصول سال ۲۰۱۲ کشور آمریکا است.
این فیلم موفق شد جایزهٔ انتخابِ مردمِ گلدن گلوب را از آنِ خود کند.